# پین اووک ایکر (اکلاهما)
پین اووک ایکر(به انگلیسی: Pin Oak Acres) شهری در ایالت اکلاهما کشور ایالات متحده آمریکا است که جمعیت آن در سرشماری سال ۲۰۱۰ میلادی، ۴۲۱ نفر بوده‌است.